# Ohlendorffs Park
Ohlendorffs Park ist eine Parkanlage im Hamburger Stadtteil Volksdorf. Der Park grenzt an die Eulenkrugstraße und die Straße Im Alten Dorfe, an der auch die Ohlendorff’sche Villa steht. Benannt wurde die Anlage nach Heinrich Ohlendorff. Der ca. 1,3 ha große Park ist frei zugänglich. Er befindet sich im 21. Jahrhundert im Besitz der Freien und Hansestadt Hamburg.

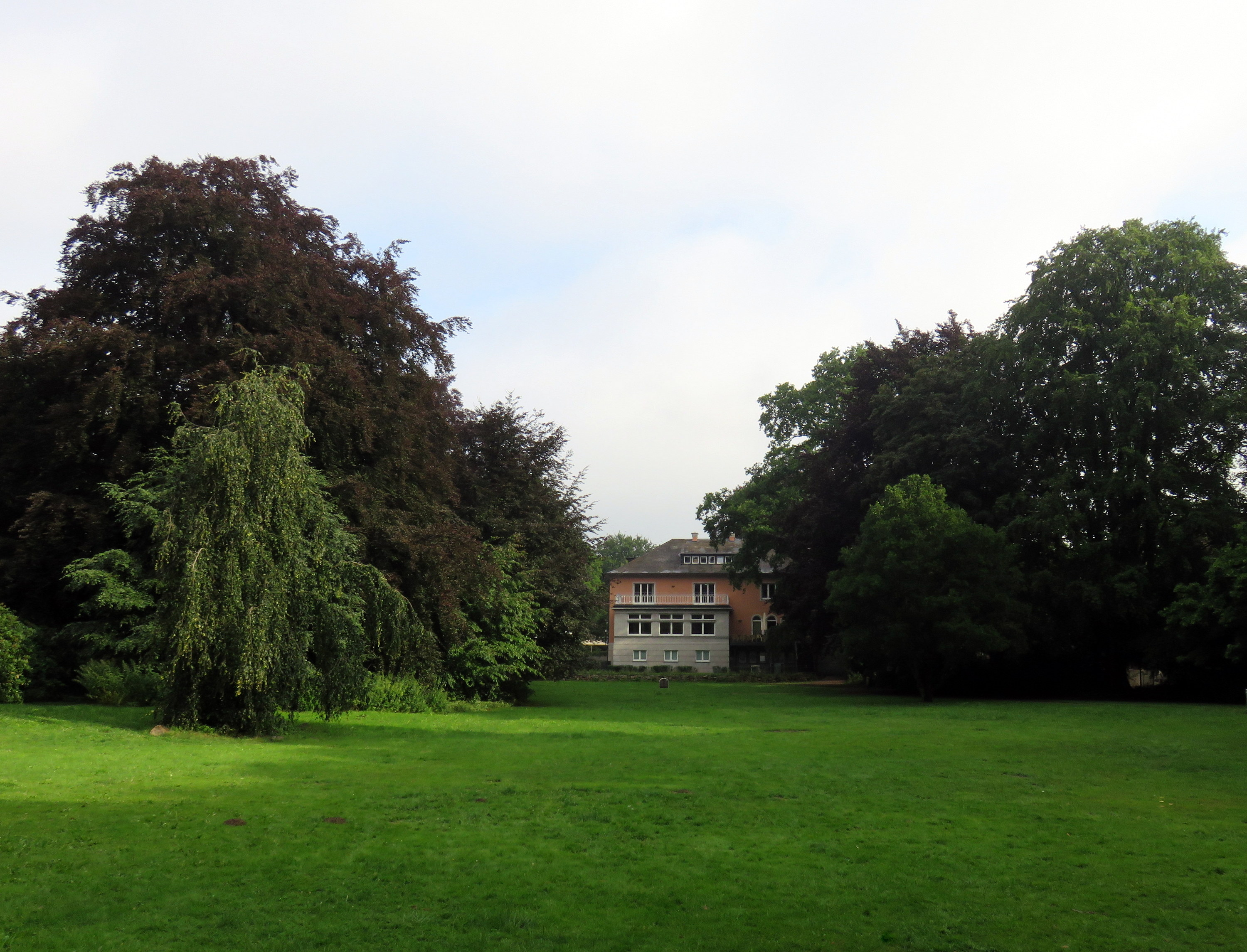
Ohlendorffs Park von der Eulenkrugstraße aus gesehen

## Geschichte
Als Heinrich Ohlendorff das Grundstück für den späteren Park in der zweiten Hälfte des 19. Jahrhunderts erwarb, betrieb er auf dem Gelände zunächst einen Gutshof. In den folgenden Jahren wurde die Fläche nach seinen Vorstellungen zu einem englischen Landschaftsgarten umgebaut.

## Ausstattung

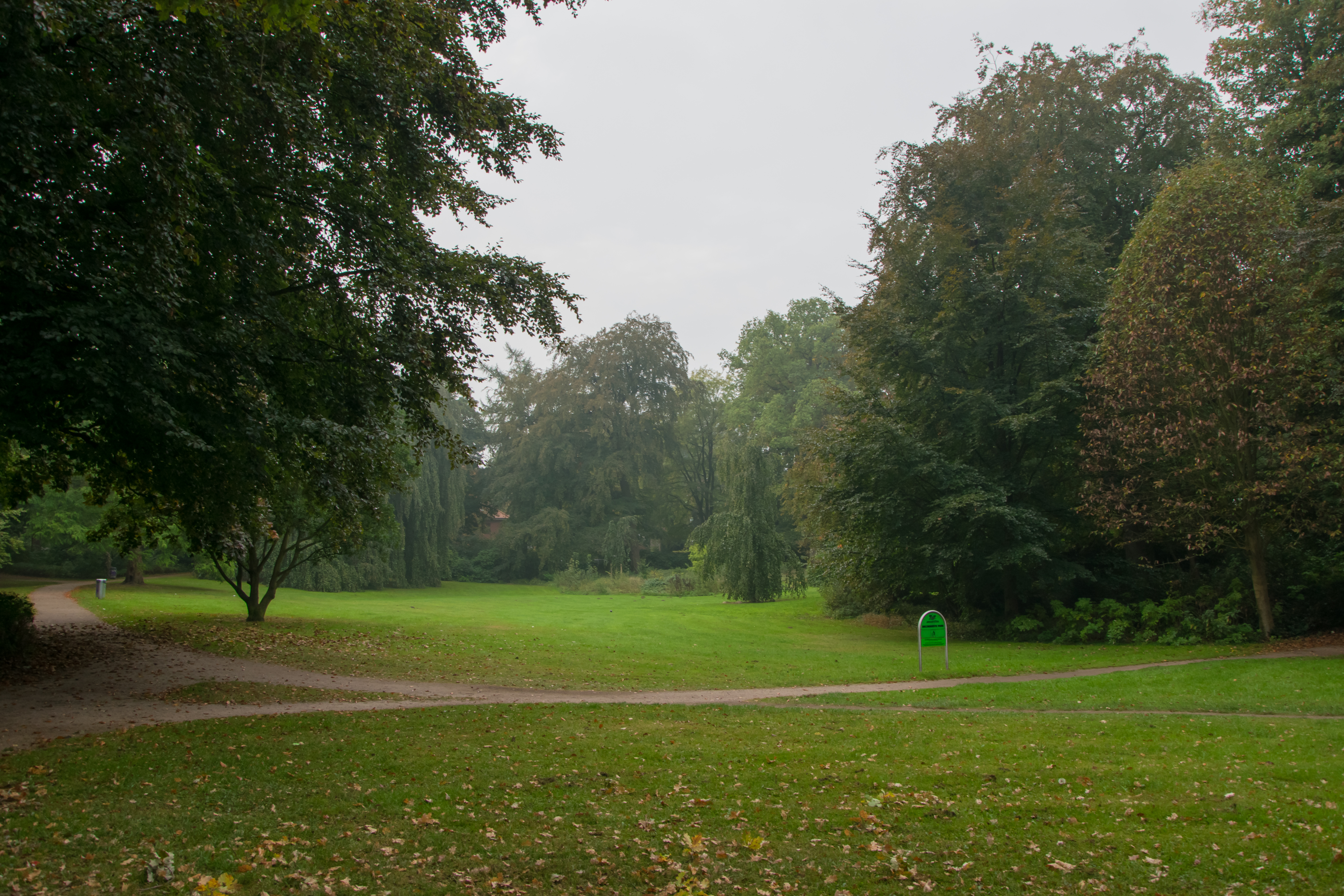
Ohlendorffs Park von der Straße Im Alten Dorfe aus gesehen

Der ursprüngliche Entwurf des Parks ist auch im 21. Jahrhundert in seiner Grundstruktur noch erkennbar. Geblieben ist eine geschwungene Wegeführung und eine halbkreisförmige Auffahrt zur Ohlendorff’schen Villa.
In Ohlendorffs Park stehen u. a. eine Immergrüne Eiche, eine Ende des 19. Jahrhunderts gesetzte Blutbuche, ein Urweltmammutbaum und Hänge-Buchen.